# Johan Wilhelm Runeberg

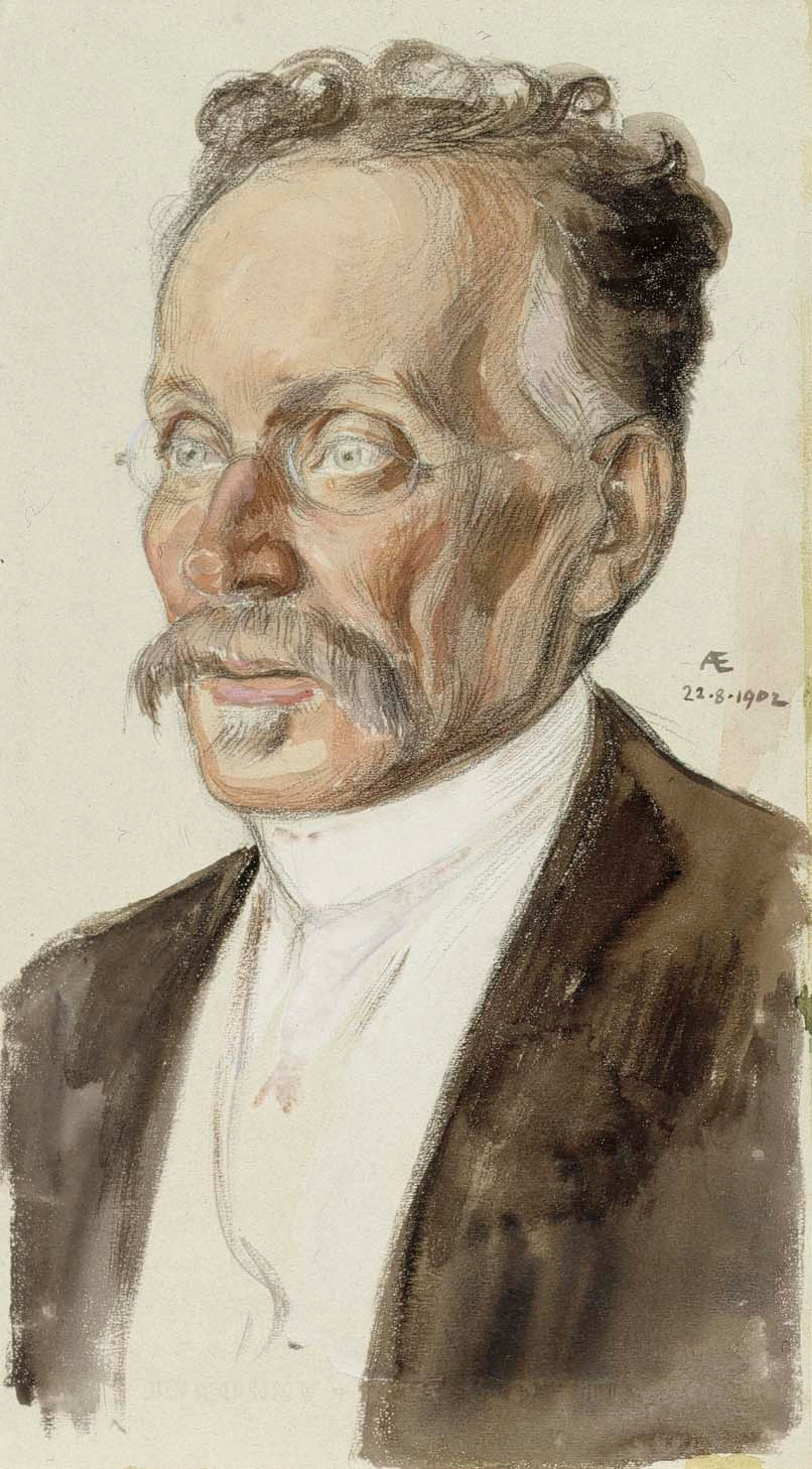
Målning av Albert Edelfelt år 1902

Johan Wilhelm Runeberg, född 8 februari 1843 i Borgå, död 3 januari 1918 i Helsingfors, var en finländsk läkare. Han var son till Johan Ludvig Runeberg och far till Birger Runeberg.
Runeberg blev student vid Kejserliga Alexanders Universitetet i Finland i Helsingfors 1860, medicine licentiat 1870 och medicine doktor 1871 på avhandlingen Om ros i sår (1870) samt utnämndes 1877 till professor i medicinsk klinik vid Helsingfors universitet. Han blev emeritus 1907. Runeberg fick statsråds titel.
Runebergs professorsspecimen, Om albuminurins patogenetiska vilkor (1876), och en tidigare experimentell undersökning Über die Filtration von Eiweisslösungen durch thierische Membranen (i "Archiv der Heilkunde", 1876) föranledde,att orsaken till proteinuri på nytt började diskuteras. Han publicerade själv under de följande åren flera avhandlingar i detta ämne (Om albuminuri hos friska personer, 1880; Om filtration af ägghvitelösningar genom djuriska membraner, 1882). I samband med dessa står hans arbeten Om albuminhalten i ascitisvätskor (1883) och Om halten af fixa ämnen i de patologiska transsudaten (1884), Om den diagnostiska betydelsen af ägghvitehalten i patologiska trans- och exsudat (1896).
Dessutom publicerade Runeberg andra kliniska studie, såsom Om behandlingen af inflammationer i och invid blindtarmen (1882), Über die künstliche Aufblähung des Magens durch Einpumpen von Luft (1884), Om operativ behandling af sjukdomar i lungorna (1886), Om den variga lungsäcksinflammationens operativa behandling (1891), De diffusa nefriterna med hänsyn till deras kliniska gruppering och diagnos (1900) och Om perkussorisk transsonans (1901). I sin avhandling om Bothriocephalus latus och perniciös anämi (1887) försökte han visa att perniciös anemi i vissa fall framkallas av intestinalmask och botas genom att bortdriva samma mask. De flesta av dessa avhandlingar trycktes i Finska Läkaresällskapets handlingar.
Runeberg deltog även i arbetet för Finlands politiska och ekonomiska utveckling, speciellt som ombud för universitetet vid alla ståndslantdagar utom en sedan 1882. Efter representationsreformen deltog han i lantdagen 1907. Åren 1888–1891 var han ordförande för Helsingfors stadsfullmäktige. Han blev 1894 ledamot av svenska Vetenskapsakademien, 1898 av Vetenskapssocieteten i Uppsala och 1899 av Vetenskaps- och vitterhetssamhället i Göteborg.
Den prestigefyllda medicinska belöningen J.W. Runebergs pris, som utdelats från 1960, har fått sitt namn av honom.

## Utmärkelser
- Sankt Annas orden, tredje klass,  1885[5]
- Sankt Stanislausorden, andra klassen,  1890[5]
- Riddare av Nordstjärneorden,  1897[5]
- Sankt Annas orden, andra klass,  1901[5]

[Redigera Wikidata]